# Hydractinia epispongia
Hydractinia epispongia är en nässeldjursart som beskrevs av John Fraser 1938. Hydractinia epispongia ingår i släktet Hydractinia och familjen Hydractiniidae. Inga underarter finns listade i Catalogue of Life.